# Новогебридский франк
Новогебридский франк (фр. Franc des Nouvelles-Hébrides) — денежная единица франко-британского кондоминиума Новые Гебриды в 1941—1980 годах и Республики Вануату в 1980 году.

## История
До 1941 года в обращении находились австралийский фунт, французский франк и фунт стерлингов. В 1921 году[уточнить] Администрацией французских поселений на Новых Гебридах была выпущена купюра в 25 франков.
31 августа 1941 года денежной единицей Новых Гебрид объявлен новогебридский франк, законным платёжным средством являлся также австралийский фунт. Был установлен курс: 1 австралийский фунт = 141,30 новогебридского франка. Право выпуска новогебридского франка было предоставлено частному французскому Банку Индокитая. Банк начал выпуск банкнот отделения банка в Нумеа, которые использовались в обращении в Новой Каледонии, но с овальной надпечаткой с изображением лотарингского креста и надписью «Новые Гебриды Свободная Франция». Выпускались банкноты Банка Индокитая в 5, 20, 100, 500, 1000 франков. В 1943 году были выпущены также боны Национальной французской службы Новых Гебрид в 5, 20, 100, 500 и 1000 франков.
Декретом французского правительства от 26 декабря 1945 года в качестве денежной единицы тихоокеанских владений Франции введён франк КФП (colonies françaises du Pacifique — французских тихоокеанских колоний). Первоначально было установлено соотношение: 2,40 французских франка = 1 франк КФП. Привязка новогебридского франка к австралийскому фунту была отменена, франк был приравнен к франку КФП 1:1. До 1969 года курс новогебридского франка к французскому изменялся так же, как курс франка КФП, к которому он был приравнен: 4,32 французского франка (I—X 1948), 5,31 французского франка (1948—1949), 5,48 французского франка (IV—IX 1949), 5,50 французского франка (1949—1959). После деноминации французского франка в 1960 году курс составил: 1 новогебридский франк = 0,055 французского франка.
В феврале 1966 года вместо австралийского фунта в обращении стал использоваться австралийский доллар.
25 сентября 1948 года был принят закон, лишающий Банк Индокитая прав на эмиссию валюты для заморских владений Франции, но закон о деятельности Эмиссионного института заморских территорий Франции был принят только 22 декабря 1966 года, де-факто право эмиссии было передано от Банка Индокитаю к Эмиссионному институту только в 1967 году.
Эмиссионный институт выпускал для Новых Гебрид банкноты того же образца, которые использовались в обращении в Французской Полинезии, Новой Каледонии и на островах Уоллис и Футуна, но с надпечаткой с обеих сторон купюр надписи «Новые Гебриды». Выпускались банкноты в 100, 500 и 1000 франков.
В 1966 году Эмиссионный институт выпустил первую монету для Новых Гебрид — серебряные 100 франков. Далее, с 1967 по 1982 год, чеканились монеты только из недрагоценных металлов в 1, 2, 5, 10, 20 и 50 франков.
При девальвации французского франка 10 августа 1969 года в отличие от франка КФП новогебридский франк не был девальвирован. Паритет с франком КФП был отменён, курс к французскому франку стал составлять: 1 французский франк = 16,16 новогебридского франка. Одновременно был установлен курс к австралийскому доллару: 1 доллар = 100 франков, действовавший до 1973 года.
1 января 1981 года начал операции Центральный банк Вануату, в тот же день новогебридский франк был переименован в вату. Выпуск монет и банкнот в вату был начат 22 марта 1982 года, монеты и банкноты Эмиссионного института заморских территорий во франках, а также австралийские доллары оставались законным платёжным средством до 1 апреля 1983 года.